# Pinanga duperreana
Pinanga duperreana är en enhjärtbladig växtart som beskrevs av Jean Baptiste Louis Pierre och Odoardo Beccari. Pinanga duperreana ingår i släktet Pinanga och familjen Arecaceae.
Artens utbredningsområde är Kambodja. Inga underarter finns listade i Catalogue of Life.